# Lalpet
Lalpet è una suddivisione dell'India, classificata come town panchayat, di 13.797 abitanti, situata nel distretto di Cuddalore, nello stato federato del Tamil Nadu. In base al numero di abitanti la città rientra nella classe IV (da 10.000 a 19.999 persone).

## Geografia fisica
La città è situata a 11° 18' 03 N e 79° 32' 52 E.

## Società

### Evoluzione demografica
Al censimento del 2001 la popolazione di Lalpet assommava a 13.797 persone, delle quali 6.799 maschi e 6.998 femmine. I bambini di età inferiore o uguale ai sei anni assommavano a 1.840, dei quali 889 maschi e 951 femmine. Infine, coloro che erano in grado di saper almeno leggere e scrivere erano 9.579, dei quali 5.181 maschi e 4.398 femmine.